# Комсомольская улица (Коломна)
Комсомо́льская у́лица — улица в районе Старая Коломна города Коломны. Проходит от улицы Пушкина до улицы Толстикова, пересекает улицы Левшина, Савельича, Красногвардейскую, Октябрьской революции, Гражданскую и Коломенскую.

## Происхождение названия
Названа летом 1938 к двадцатой годовщине ВЛКСМ. С февраля 1937 по лето 1938 называлась улица Димитрова в честь командира коломенского артполка В. И. Димитрова, погибшего во время Гражданской войны в Испании. С октября 1921 по февраль 1937 называлась Красная улица, с целью увековечения большевистской символики, так как бывшую до того Красную улицу переименовали в улицу Октябрьской революции. До октября 1921 называлась Репинской, так как вела к Репинскому оврагу с рекой Репинкой.

## История

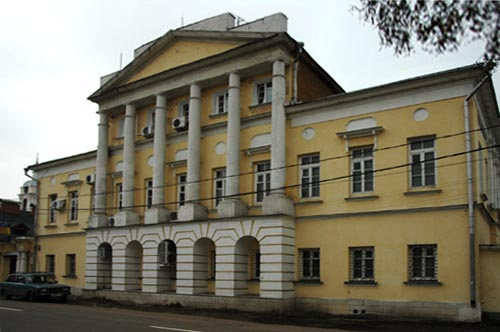
Городская больница

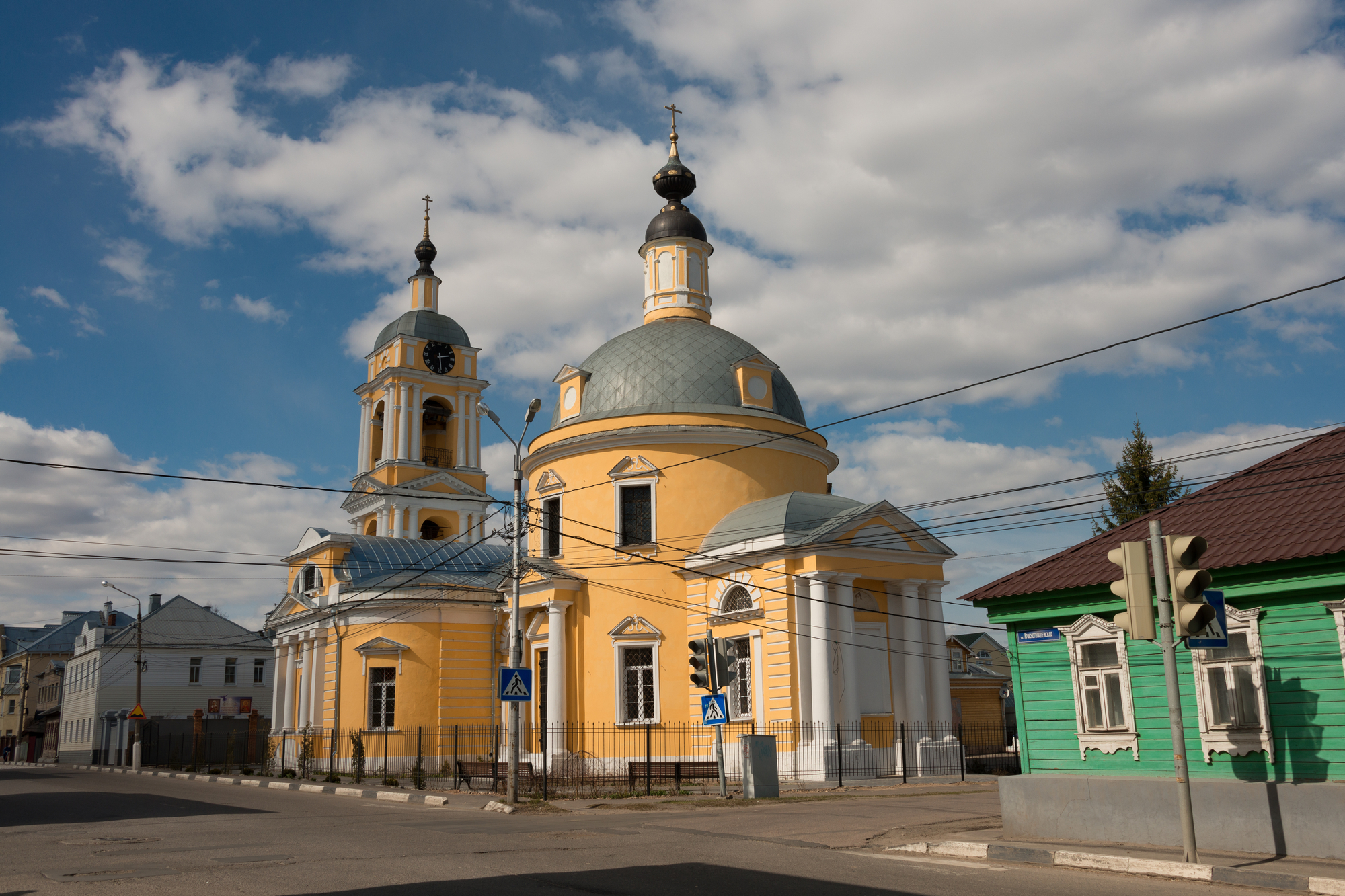
Церковь Вознесения

Улица проложена в конце XVIII века в результате реконструкции города по «регулярному» плану. Она соединяла Посад и Ямскую слободу. В конце XVIII — начале XIX века улица застраивалась купеческими усадьбами в стиле классицизм и ампир.

## Примечательные здания и сооружения
По нечётной стороне:
- № 7 – Купеческая усадьба (конец XVIII века).
- № 13 – Городская больница (начало XIX века), созданная на пожертвования купцов Шарапова и Кисловых.
- № 15 – Церковь Вознесения (1792-1797, архитектор предположительно М. Ф. Казаков)

По чётной стороне:
- № 12 – Усадьба Сумакова (XIX век).
- № 18 – Купеческая усадьба (первая половина XIX века).

## Транспорт
Начало улицы: Автобус 1, остановка «Бани». Конец улицы: трамвай 1, 3, 7, 9, остановка «Комсомольская», автобус 3, 4, 5, 6, 7, 10, 11, остановка «Уманская».